# Tomáš Koubek
Tomáš Koubek, né le 26 août 1992 à Hradec Králové (Tchécoslovaquie), est un footballeur international tchèque. Il joue en Bundesliga au poste de gardien de but au FC Augsbourg.

## Biographie

### Carrière en club

#### Prêt au Slovan Liberec (2015–2016)
Avec le club du Slovan Liberec, Tomáš Koubek dispute 10 matchs en Ligue Europa lors de la saison 2015-2016.

#### Transfert au Stade rennais FC (2017–2019)
Le 28 août 2017, il signe un contrat qui le lie pour quatre ans avec le Stade rennais FC.
Le 6 janvier 2019, lors de la séance de tirs au but du derby opposant le Stade rennais FC au Stade brestois 29 dans le cadre des trente-deuxièmes de finale de la Coupe de France 2019, il arrête la balle de match d'Ibrahima Diallo et réalise un arrêt décisif face à Anthony Weber qui qualifie le Stade rennais FC pour les seizièmes de finale permettant ainsi au club breton d'être pour la première fois de son histoire encore en lice dans 4 compétitions différentes (Ligue 1, Coupe de France, Coupe de la Ligue et Ligue Europa) en janvier,. 
Le 9 janvier 2019, après avoir arrêté les tirs au but de Youri Tielemans, Kamil Glik et Naldo lors d'un match de quart de finale de Coupe de la Ligue face à l'AS Monaco, il échoue à transformer le sien face à Loïc Badiashile, sans parvenir à arrêter celui de ce dernier, éliminant le Stade rennais FC de cette compétition et passant ainsi à côté d'un nouvel exploit.
Le 27 avril 2019, il remporte la Coupe de France avec le Stade rennais FC en l’emportant aux tirs au but face au Paris Saint-Germain (2-2, 6-5 t.a.b.).
Le 3 août 2019, après une défaite 2-1 face au Paris Saint-Germain au Trophée des champions, il annonce son départ pour l'Allemagne,.

#### Départ pour le FC Augsbourg (depuis 2019)
Le 6 août 2019, il s'engage pour cinq ans en faveur du FC Augsbourg. Sa première saison est difficile et ne jouera plus jamais après la lourde défaite contre le Borussia Dortmund (défaite (5-3) marquée par un triplé d'Erling Haaland étant fautif sur de nombreux buts, il ne sera plus jamais utilisé et l'entraîneur Heiko Herrlich lui préfère Andreas Luthe. Il ne rejouera plus jamais de la saison et ne dispute aucun match de la saison suivante. 
Il n'a à ce jour disputé aucun match depuis la rencontre du 27 juin 2020 contre RB Leipzig (défaite 2-1).
Il réalise donc deux saisons blanches d'affilée.

### Carrière internationale
Appelé plusieurs fois en tant que troisième gardien de l'équipe de Tchéquie, Tomáš Koubek compte une sélection avec l'équipe de Tchéquie depuis 2016,.
Il est convoqué pour la première fois en équipe de Tchéquie par le sélectionneur national Pavel Vrba, pour un match amical contre l'Écosse le 24 mars 2016. Le match se solde par une défaite 1-0 des Tchèques.
En juin 2021 il est convoqué avec l'équipe nationale de Tchéquie, pour participer à l'Euro 2020, remplaçant Jiří Pavlenka initialement retenu mais finalement forfait sur blessure.

## Statistiques
| Saison                | Club                     | Championnat           | Championnat | Championnat | Coupe(s) nationale(s) | Coupe(s) nationale(s) | Supercoupe | Supercoupe | Compétition(s) continentale(s) | Compétition(s) continentale(s) | Compétition(s) continentale(s) | Total | Total |
| Saison                | Club                     | Division              | M.          | B.          | M.                    | B.                    | M.         | B.         | Comp.                          | M.                             | B.                             | M.    | B.    |
| 2010-2011             | FC Hradec Králové        | Synot liga            | 2           | 0           | -                     | -                     | -          | -          | -                              | -                              | -                              | 2     | 0     |
| 2011-2012             | FC Hradec Králové        | Synot liga            | 14          | 0           | 2                     | 0                     | -          | -          | -                              | -                              | -                              | 16    | 0     |
| 2012-2013             | FC Hradec Králové        | Synot liga            | 20          | 0           | -                     | -                     | -          | -          | -                              | -                              | -                              | 20    | 0     |
| 2013-2014             | FC Hradec Králové        | Synot liga            | 13          | 0           | 2                     | 0                     | -          | -          | -                              | -                              | -                              | 15    | 0     |
| 2014-2015             | FC Hradec Králové        | Synot liga            | 26          | 0           | -                     | -                     | -          | -          | -                              | -                              | -                              | 26    | 0     |
| Sous-total            | Sous-total               | Sous-total            | 75          | 0           | 4                     | 0                     | -          | -          | -                              | -                              | -                              | 79    | 0     |
| 2015-2016             | FC Slovan Liberec (prêt) | Synot liga            | 25          | 0           | -                     | -                     | -          | -          | C3                             | 10                             | 0                              | 35    | 0     |
| 2016-2017             | AC Sparta Prague         | Synot liga            | 26          | 0           | -                     | -                     | -          | -          | C3                             | 10                             | 0                              | 36    | 0     |
| 2017-2018             | Stade rennais FC         | Ligue 1               | 34          | 0           | -                     | -                     | -          | -          | -                              | -                              | -                              | 34    | 0     |
| 2018-2019             | Stade rennais FC         | Ligue 1               | 33          | 0           | 8                     | 0                     | -          | -          | C3                             | 7                              | 0                              | 48    | 0     |
| 2019-2020             | Stade rennais FC         | Ligue 1               | -           | -           | -                     | -                     | 1          | 0          | C3                             | -                              | -                              | 1     | 0     |
| Sous-total            | Sous-total               | Sous-total            | 67          | 0           | 8                     | 0                     | 1          | 0          | -                              | 7                              | 0                              | 83    | 0     |
| 2019-2020             | FC Augsbourg             | Bundesliga            | 24          | 0           | 1                     | 0                     | -          | -          | -                              | -                              | -                              | 25    | 0     |
| 2020-2021             | FC Augsbourg             | Bundesliga            | 0           | 0           | 0                     | 0                     | -          | -          | -                              | -                              | -                              | 0     | 0     |
| 2021-2022             | FC Augsbourg             | Bundesliga            | 0           | 0           | 0                     | 0                     | -          | -          | -                              | -                              | -                              | 0     | 0     |
| 2022-2023             | FC Augsbourg             | Bundesliga            | 11          | 0           | 1                     | 0                     | -          | -          | -                              | -                              | -                              | 12    | 0     |
| 2023-2024             | FC Augsbourg             | Bundesliga            | 0           | 0           | 0                     | 0                     | -          | -          | -                              | -                              | -                              | 0     | 0     |
| Sous-total            | Sous-total               | Sous-total            | 35          | 0           | 2                     | 0                     | -          | -          | -                              | -                              | -                              | 37    | 0     |
| Total sur la carrière | Total sur la carrière    | Total sur la carrière | 228         | 0           | 14                    | 0                     | 1          | 0          | -                              | 27                             | 0                              | 270   | 0     |

## Palmarès
Stade rennais FC
- Coupe de France
  - Vainqueur : 2019.
- Trophée des champions
  - Finaliste : 2019.